# The Other Side (Alter Bridge)
The Other Side è un singolo del gruppo musicale statunitense Alter Bridge, pubblicato il 28 luglio 2017 come primo estratto dal terzo album dal vivo Live at the O2 Arena + Rarities.

## Video musicale
Reso disponibile in concomitanza con il lancio del singolo, il video mostra scene del gruppo eseguire il brano presso la The O2 Arena con altre tratte dal Download Festival nel Regno Unito.

## Tracce
1. The Other Side (Live) – 5:29

## Formazione
- Myles Kennedy – voce, chitarra
- Mark Tremonti – chitarra, voce
- Brian Marshall – basso
- Scott Phillips – batteria